# Пуща-Водица

Госпиталь ветеранов Великой Отечественной войны в Пуща-Водице

Санаторий Пуща-Водица

Пу́ща-Води́ца (укр. Пу́ща-Води́ця) — историческая местность в Киеве. Расположена на северо-западной окраине города, по решению Киевского городского совета от 8 ноября 2001 года перестала быть посёлком городского типа и стала частью Оболонского района города.

## История
Название посёлка является комбинацией слова «пуща», то есть густой лес, и наименования реки Водица. Ещё в 11 столетии эта местность была местом княжеской охоты. В 1724 г. в Пуще-Водице было создано лесное хозяйство. В связи со строительным бумом в Киеве в конце 19-го века, который негативно повлиял на степень озеленения города, появилась тенденция выезда многих семей в отпускной сезон за город, в частности в район Пуща-Водицы. Поэтому городская дума в 1890-х гг. основала дачный поселок Пуща-Водица.
Наличие соснового бора (Пуща-Водицкий лес площадью свыше 30 тыс. га.) и опоясывающих поселок рек Горенка и Котурка создавали хорошие условия для оздоровления. В 1904 году здесь основывается противотуберкулёзный санаторий. На данный момент в Пуще-Водице имеется около 40 оздоровительно-рекреационных учреждений. В черте населенного пункта разбит Пуща-Водицкий парк. В 1899 году в Пущу-Водицу с Подола была проложена линия парового трамвая, в 1904 году линия была электрифицирована.
До Октябрьской революции в П.-В. проходили нелегальные маёвки, конференция большевиков (1907), заседание Киевского комитета РСДРП (1911), заседание Всеукраинского временного партийного комитета (июнь 1918).
Во время Великой Отечественной войны Пуща-Водица входила в зону оборонительных сооружений Киевского укреплённого района. Во время второго штурма Киева 19.9.1941 в 16:00 взвод тяжёлых противотанковых орудий из 521 пехотного полка 296 пехотной дивизии под командованием лейтенанта Факлера (Fackler) достиг Пущи-Водицы и после короткого огневого боя захватил посёлок. Противотанкисты 296 пехотной дивизии очевидно вели перестрелку с ополченцами Подольского района Киева, так как именно те были последними из защитников Киева, кто отходил из Пущи-Водицы.

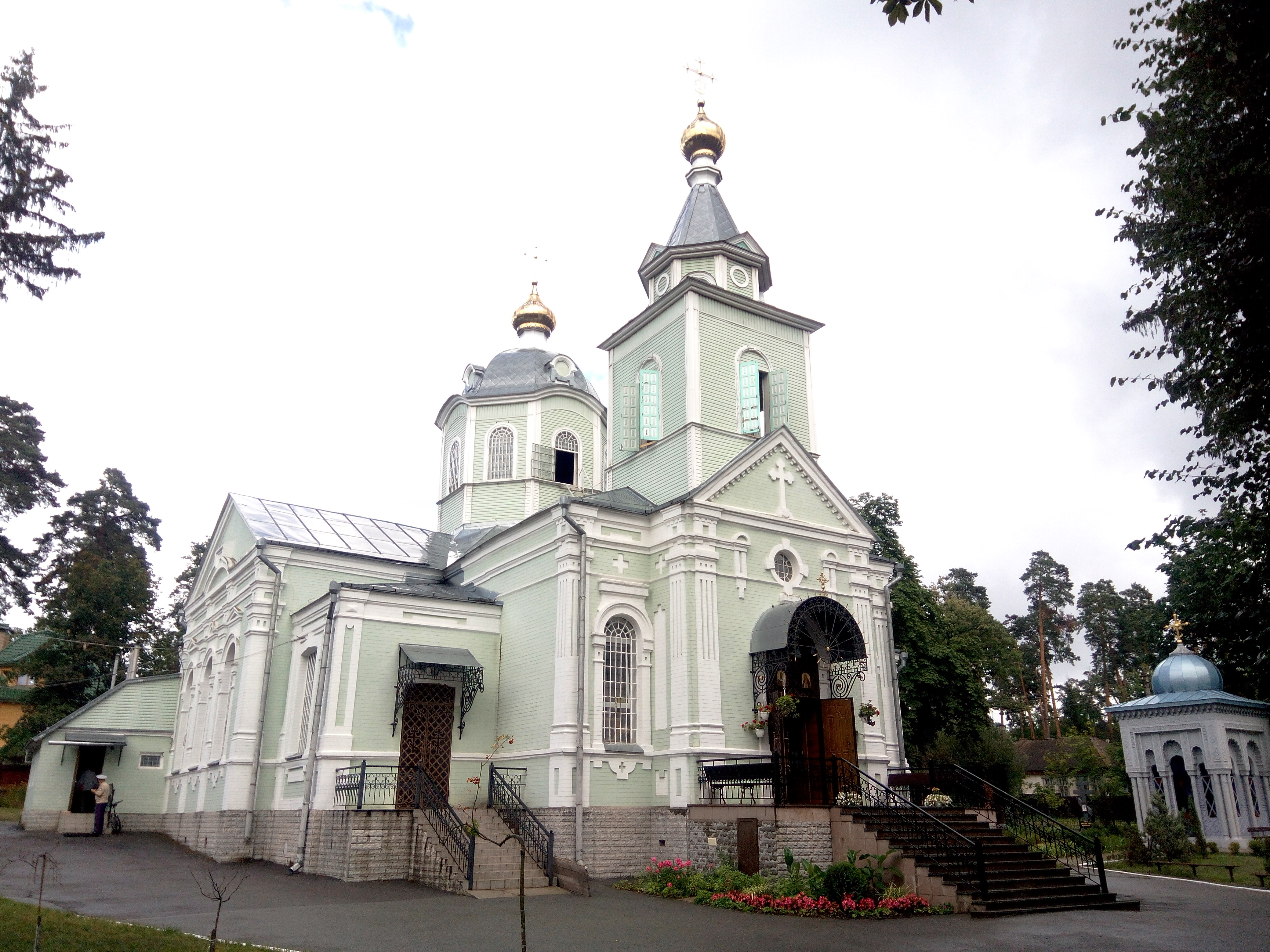
Храм преподобного Серафима Саровского

Освобождение от гитлеровцев свершилось 3 ноября 1943 года в ходе Киевской наступательной операции. Силы 240-й стрелковой дивизии, усиленной частями 7-го артиллерийского корпуса, успешно провели упорный бой за Пущу-Водицу, в ходе которого советским солдатам пришлось отразить 4 контратаки немцев.
С 1981 года Пуща-Водица стала посёлком городского типа.
Многих писателей, художников и исторических личностей привлекала красота Пуща-Водицы. В своё время здесь побывали Пётр I, Екатерина II, Т. Г. Шевченко, Н. В. Гоголь (1830 г.), Л. Н. Толстой, Л. Украинка. "Пуща обладает удивительной аурой - чистоты, пения птиц, задумчивой элегии берез и неба", - отмечали писатели Марина и Сергей Дяченко. 
Подробное описание ущерба, нанесенного Пуще-Водице обстрелами и вырубками в годы немецкой оккупации, а также освобождения её советскими войсками в 1943 году, содержится в документальном романе писателя А. В. Кузнецова «Бабий Яр» (1969).
Рисовали её художники И. С. Ижакевич, Ф. 3. Коновалюк.

## Современность

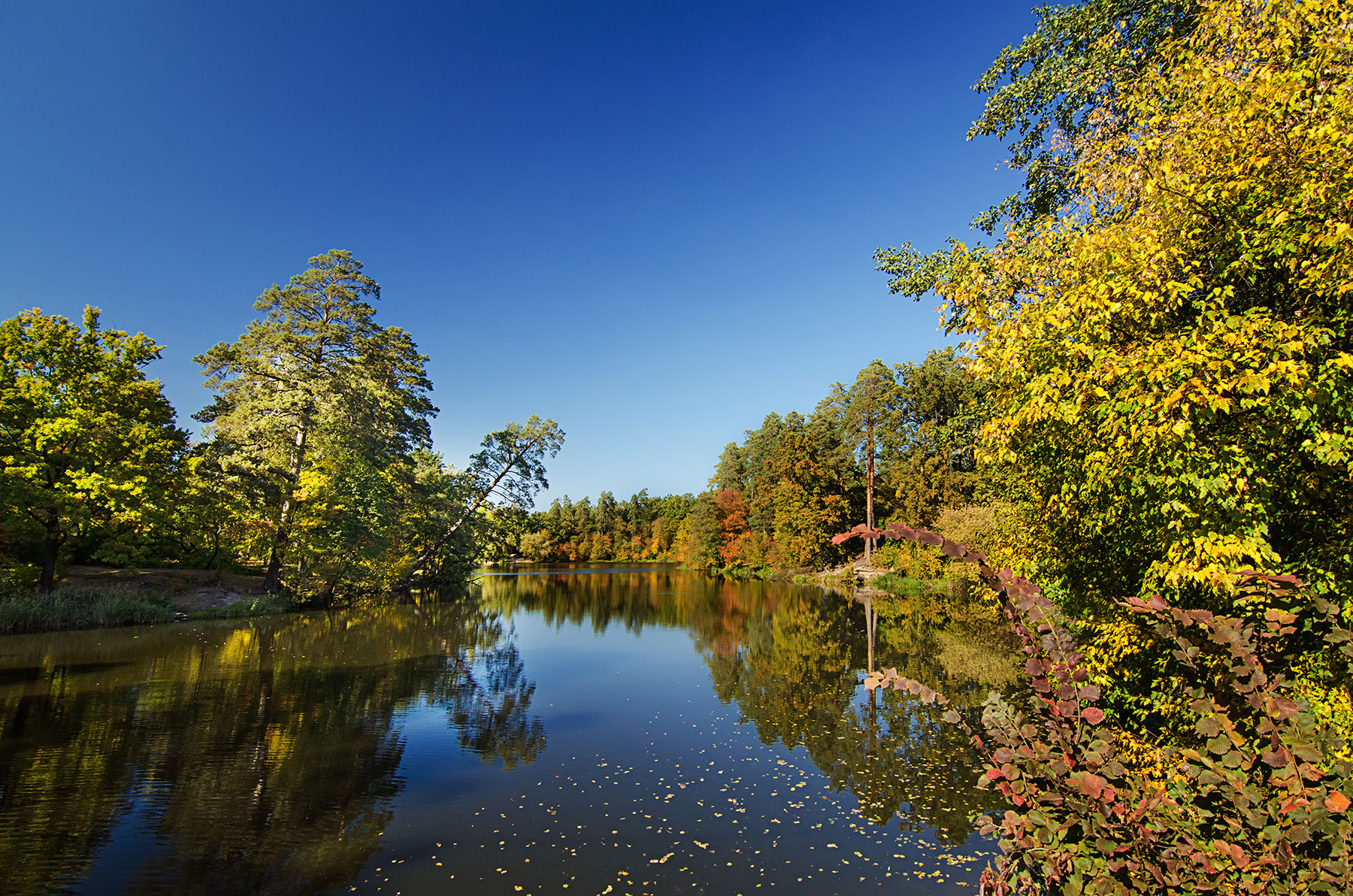
Вид на озеро в парке

Сейчас Пуща-Водица — одно из самых популярных мест отдыха киевлян. Здесь расположен каскад озёр с благоустроенными песчаными пляжами, станции проката лодок и катамаранов. К услугам отдыхающих также магазины и банкоматы. С Киевом Пуща-Водица сообщается автобусами и исторической трамвайной линией.